# Kajagoogoo
Kajagoogoo – brytyjski zespół założony w 1979 roku, grający muzykę z pogranicza synth pop i new romantic.

## Historia

### Początki
Grupa została założona w 1979 roku przez basistę Nicka Beggsa (ur. w 1961) jako Art Nouveau. W pierwszym składzie znaleźli się wspomniany Nick Beggs, Steve Askew (gitara), Stuart Neale (keyboard) i Jez Strode (perkusja). Panowie poznali się w Barnfield College w Luton. W 1981 roku zespół wydał jedyny singiel Fear Machine, zawierający utwór tytułowy oraz piosenkę Animal Instincts. Ówczesny wygląd zespołu charakteryzowały długie włosy muzyków. Początkowo kwartet nie odnosił sukcesów i nie mógł się przebić, dlatego muzycy postanowili zmienić styl muzyczny na bardziej komercyjny. Zespół potrzebował jeszcze głównego wokalisty, a zarazem frontmana. Po ogłoszeniu zamieszczonym w Melody Maker w 1982 roku, w trakcie przesłuchań na wokalistę został wybrany Limahl (Chris Hamill, ur. w 1958). Zespół zmienił również swój wizerunek i nazwę na Kajagoogoo, będące po drobnej zmianie fonetycznym zapisem pierwszych słów niemowlęcia: „GagaGooGoo”.

### Kariera
W 1982 roku, po koncercie w Embassy Club w Londynie, podpisali kontrakt z EMI. 1983 rok przyniósł pierwszy singiel Too Shy oraz pierwszy album długogrający White Feathers. Zawarta na nich muzyka to synth-pop, wszystkie teksty napisali Beggs, Limahl lub obaj wspólnie. Kajagoogoo z Limahlem bardzo szybko stali się jednymi z najbardziej popularnych wykonawców w Wielkiej Brytanii. Ówcześnie byli znani z charakterystycznego stylu, który tworzyły kolorowe, „nastroszone” fryzury i kolorowe ubiory. W tym samym roku zespół zaplanował swoją pierwszą amerykańską trasę. Jednak przed jej rozpoczęciem z zespołu został wydalony Limahl, który następnie postanowił rozpocząć karierę solową. Głównym wokalistą został Nick Beggs, a zespół zamierzał tworzyć bardziej poważny repertuar. Również ubiory zespołu stały się mniej krzykliwe.
W 1984 roku pod przewodnictwem basisty Nicka Beggsa zespół nagrał swoją drugą płytę długogrającą, zatytułowaną Islands. Wszystkie teksty napisał Beggs. Album ukazał się również w USA pod tytułem Extra Play, a nazwę zespołu skrócono do Kaja. W 1985 roku z zespołu odszedł Jez Strode. Pozostali zadecydowali, by dalej działać jako trio. Po przeprowadzce do Kalifornii nagrali kolejny, trzeci już album Crazy Peoples Right to Speak. Płyta ta odzwierciedlała bardziej rockowe ambicje jej członków, ale nie znalazła uznania w oczach wytwórni EMI. W 1986 roku zespół postanowił zawiesić swoją działalność.

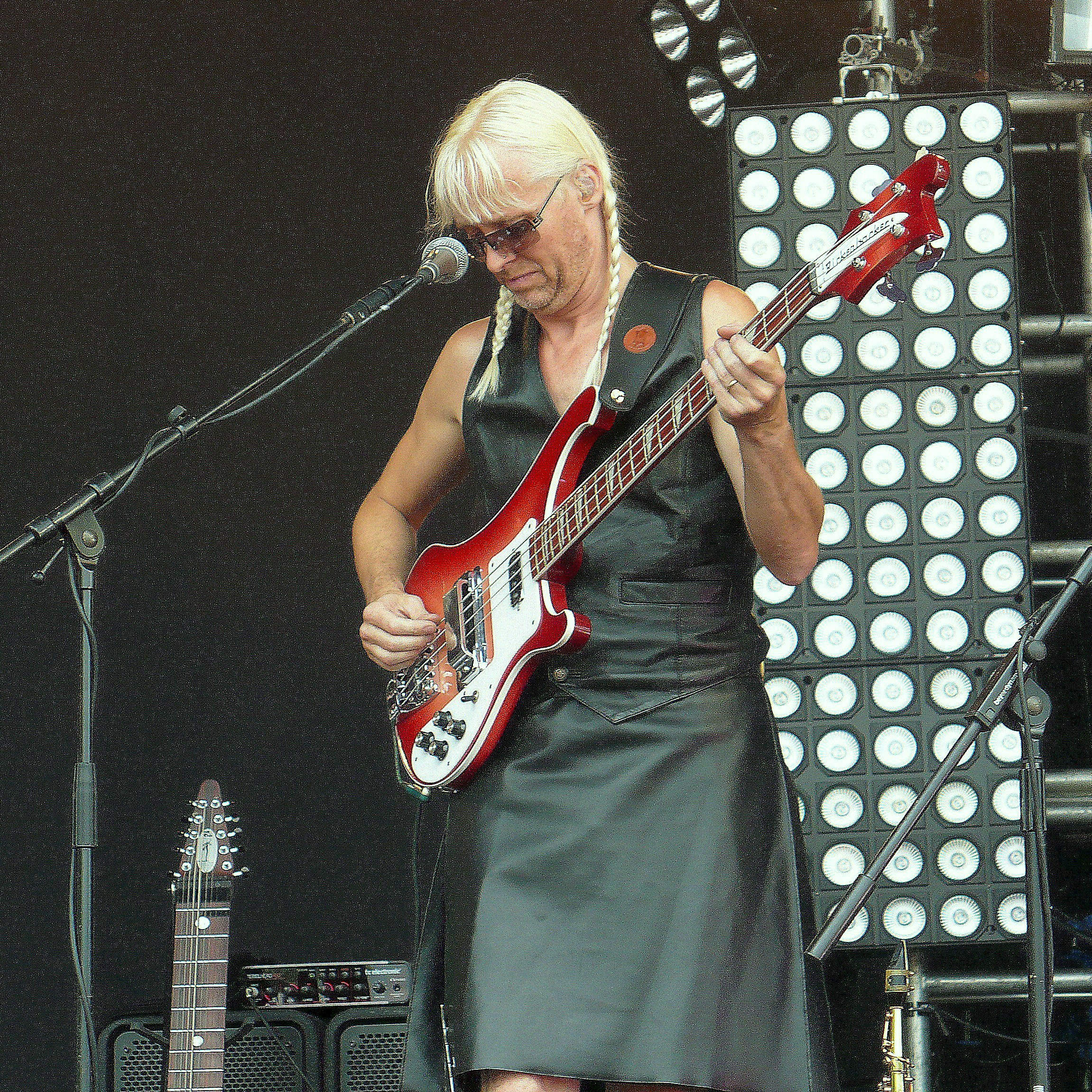
Nick Beggs, 2010

W 2003 roku na potrzeby stacji telewizyjnej VH1, odbył się koncert zespołu w oryginalnym składzie zatytułowany Bands Reunited. Mimo tego podejścia pełna reaktywacja nie udała się i grupa występowała jako trio, w którym wokalistą nadal pozostawał Nick Beggs. Wraz z wieloma innymi gwiazdami lat 80. zespół wystąpił 2 września 2007 na festiwalu RetroFest, nieopodal zamku Culzean w Szkocji.
Na 2008 rok zaplanowano wydanie premierowego albumu studyjnego, który został zatytułowany Gone To The Moon.
Do największych przebojów Kajagoogoo zalicza się takie utwory jak Too Shy, Ooh To Be Ahh, Turn Your Back On Me, Lion's Mouth, Big Apple.

### Powrót starego składu
Pod koniec lutego 2008, trio Kaja rozpoczęło rozmowy z Limahlem i Jezem Strodem. Od 28 lutego 2008 zespół istnieje znów jako Kajagoogoo, a w jego skład wchodzi cała znakomita piątka muzyków: Christopher Hamill (Limahl) – wokal, Nick Beggs – gitara basowa, Jez Strode – perkusja, Stuart Croxford Neale – keyboard, oraz Steve Askew – gitara elektryczna. Umowę między muzykami podpisano 7 kwietnia 2008.

## Dyskografia

### Albumy studyjne
- 1983 – White Feathers – #5 UK, #38 U.S.
- 1984 – Islands – #35 UK (wersję na rynek US zatytułowano Extra Play pod nazwą Kaja) – #185 U.S.
- 1985 – Crazy Peoples Right to Speak (wydany pod nazwą Kaja)
- 2008 – Gone To The Moon (darmowy download z oficjalnej strony zespołu)

### Składanki
- 1993 – Too Shy: The Singles and More
- 1996 – The Best of Kajagoogoo & Limahl
- 1996 – The Very Best of Kajagoogoo
- 2003 – Very Best of Kajagoogoo

### Single
- 1983 – "Too Shy" – #1 UK, #5 U.S.
- 1983 – "Ooh to Be Ah" – #7 UK
- 1983 – "Hang on Now" – #13 UK, #78 U.S.
- 1983 – "Big Apple" #8 UK
- 1984 – "The Lion's Mouth" – #25 UK
- 1984 – "Turn Your Back On Me" – #47 UK
- 1985 – "Shouldn't Do That" (jako Kaja) – #63 UK
- 2007 – "Rocket Boy" (jako reaktywowane KajaGooGoo)

### Teledyski
- Too Shy
- Ooh to Be Ah
- Hang On Now
- Big Apple
- The Lion's Mouth
- Turn Your Back On Me (2 wersje)
- Shouldn’t do That